# Marian Waligóra
Marian Waligóra (również Marian Adam Waligóra; ur. 2 października 1966 w Jędrzejowie) – duchowny rzymskokatolicki, prezbiter, zakonnik Zakonu Świętego Pawła Pierwszego Pustelnika (paulinów), w okresie 2014–2020 przeor klasztoru na Jasnej Górze oraz uczestnik wielu imprez biegowych.

## Życiorys
Ojciec Marian Waligóra pochodzi z małej wsi Brynica Sucha k. Jędrzejowa. W młodości zafascynowany przyrodą podjął naukę w Zespole Szkół Leśnych im. Romana Gesinga, w Technikum Leśnym, w Zagnańsku, w diecezji kieleckiej, chcąc zostać leśniczym. Jednak po jego ukończeniu, zmienił swoje plany życiowe i idąc za głosem powołania wstąpił w 1987 do zakonu paulinów. 18 czerwca 1994(dts) ukończył studia w Wyższym Seminarium Duchownym Zakonu Paulinów w Krakowie, na Skałce. Sakrament święceń przyjął na Jasnej Górze z rąk abp. Stanisława Nowaka. Z uwagi na znajomość języka węgierskiego przebywał przez rok na Węgrzech w klasztorze paulinów w Peczu (węg. Pécs). Będąc na Węgrzech przyczynił się do powstania Klubu Polskiego, a także brał czynny udział w szerzeniu duszpasterstwa polonijnego. Potem po powrocie do Polski, przełożeni wyznaczyli go do służby w sanktuarium na Jasnej Górze. Początkowo był zastępcą kustosza.
Równocześnie z posługą zakonną rozwijał swoje zainteresowania, pielęgnowane od lat młodości, przede wszystkim fotografią (był członkiem koła fotograficznego w Technikum Leśnym) i górskimi wędrówkami, po których w 2010 zorganizował w Regionalnym Ośrodku Kultury w Częstochowie, w Galerii Art Foto wystawę swoich prac pod nazwą „Chamonix. Wznoszę swe oczy ku górom...”, będącą inspiracją początkowych słów Psalmu 121 (Ps 121, 1). Następnie 16 kwietnia 2014(dts) wybrany został podprzeorem jasnogórskim.
Po decyzji Ojca Świętego Franciszka i wyznaczeniu dotychczasowego przeora o. Łukasza Buzuna na biskupa pomocniczego w Kaliszu, generał zakonu paulinów o. Arnold Chrapkowski oraz Zarząd Generalny Ojców Paulinów, w sytuacji nadzwyczajnej podjęli decyzję o wyborze z dniem 4 sierpnia 2014(dts) o. Mariana Waligóry na 130 z kolei jasnogórskiego przeora. 28 lipca 2016(dts) uczestniczył w powitaniu przybyłego na Jasną Górę papieża Franciszka, który przewodniczył uroczystej Eucharystii z okazji obchodów 1050 rocznicy chrztu Polski. Funkcję przeora Jasnej Góry pełnił do 9 maja 2020, kiedy to generał zakonu o. Arnold Chrapkowski mianował o. Samuela Pacholskiego na to stanowisko. 3 stycznia 2021(dts) został mianowany dyrektorem grupy modlitewnej – Jasnogórskiej Rodziny Różańcowej. 
Można dodać, że jego starszy o 14 lat brat Tadeusz Stanisław był pracownikiem straży pożarnej w rodzinnej wsi, Brynicy Suchej.

## Publikacje
Ojciec Marian Waligóra jest współautorem książki poświęconej rozważaniom towarzyszącym obrazom stacji drogi krzyżowej.
- Agata Padoł-Ciechanowska (autor tekstów: Andrzej Józef Nowobilski, Marian Waligóra, Tadeusz Szyma): Droga, która leczy. Kraków: Muzeum Archidiecezjalne Kardynała Karola Wojtyły, 2015. ISBN 978-83-60465-31-8. OCLC 1020475856. Brak numerów stron w książce

## Osiągnięcia sportowe
Ojciec Marian Waligóra jest również sportowcem, biorąc udział w wielu imprezach biegowych (11 maja 2014(dts) pobiegł m.in. w IV Maratonie opolskim, zajmując w nim 25 miejsce z czasem 3:07.36, a 26 kwietnia 2015(dts) wynikiem 2:58.40 pobił granicę 3 godzin biegnąc w Maratonie Orlen Warsaw, zajmując w klasyfikacji generalnej 216 miejsce).
Na listach rankingowych polskich maratończyków i półmaratończyków sklasyfikowany został na następujących pozycjach:
| Ranking polskich maratończyków |        |         |                |            |                |
| Rok                            | Lokata | Czas    | Maraton        | Data       | Zajęte miejsce |
| 2013                           | –      | 3:17.01 | Florencki      | 24.11.2013 | 1114           |
| 2014                           | 969    | 3:03.46 | Koszycki       | 5.10.2014  | 110            |
| 2015                           | 549    | 2:57.07 | Berliński      | 27.09.2015 | 1259           |
| 2016                           | 1984   | 3:12.14 | Warszawski     | 25.09.2016 | 354            |
| 2017                           | –      | –       | –              | –          | –              |
| 2018                           | –      | 3:08.40 | Budapesztański | 7.10.2018  | 126            |
| 2019                           | –      | 3:12.05 | Praski         | 5.05.2019  | 533            |

| Ranking polskich półmaratończyków |        |         |             |            |                |
| Rok                               | Lokata | Czas    | Półmaraton  | Data       | Zajęte miejsce |
| 2013                              | –      | 1:30.26 | Rybnicki    | 29.06.2013 | 76             |
| 2014                              | 1232   | 1:24.11 | Krakowski   | 26.10.2014 | 110            |
| 2015                              | 1306   | 1:23.39 | Warszawski  | 29.03.2015 | 281            |
| 2016                              | 1896   | 1:25.12 | Kościański  | 6.11.2016  | 78             |
| 2017                              | 2326   | 1:26.49 | Opolski     | 14.05.2017 | 24             |
| 2018                              | –      | 1:26.53 | Gdański     | 28.10.2018 | 127            |
| 2019                              | –      | 1:29.30 | Piotrkowski | 21.06.2019 | 42             |

## Odznaczenia
15 marca 2018(dts) został odznaczony w Budapeszcie przez prezydenta Węgier Jánosa Ádera z okazji Narodowego Święta Węgier w Sali pod Kopułą tamtejszego parlamentu, Węgierskim Krzyżem Komandorskim Orderu Zasługi, w uznaniu służby na rzecz społeczności węgierskiej, a także za pogłębianie przyjaźni polsko-węgierskiej. Warto dodać, że przyczynił się on m.in. do organizowanej corocznie kolejowej pielgrzymki pątników z Budapesztu do Częstochowy.
10 grudnia 2018(dts) na Jasnej Górze rektor Katolickiego Uniwersytetu Lubelskiego Jana Pawła II, ks. prof. dr hab. Antoni Dębiński wręczył mu przyznany w uznaniu dla Jasnej Góry i jako wyraz wdzięczności dla Matki Bożej Jasnogórskiej medal jubileuszowy 100-lecia powstania Katolickiego Uniwersytetu Lubelskiego.